# Neosisyphus macrorubrus
Neosisyphus macrorubrus là một loài bọ cánh cứng trong họ Bọ hung (Scarabaeidae).